# Af Acrel
af Acrel var en svensk adelsätt som var en gren av släkten Acrelius.
af Acrel härstammar från en prästsläkt från Hälsingland. Stamfadern, Ericus Helsingius, född, såsom namnet ger tillkänna, i Hälsingland, blev i mitten av 1500-talet pastor i Österåkers socken i Roslagen. Hans barn kallade sig Acrelius, däribland Israel Erici Acrelius som undertecknade beslutet från Uppsala möte och vilken är stamfader för ätten af Acrel. Hans sonson Johannes Olai Acrelius var kyrkoherde bland annat i Österåkers församling och vid Amiralitet i Stockholm, och gift med Cecilia Broman. De fick sonen Johannes Johannis Acrelius, kyrkoherde i Österåker och gift med Sara Gahm, vars far var handelsman i Stockholm.
Sistnämnda par hade sonen, kirurgen med professors titel och generaldirektören över lasaretten i riket, Olof Acrelius som adlades med namnet af Acrel den 20 oktober 1780. Ätten introducerades året den 11 april därpå på nummer 2130. Han var gift med Anna Robert, dotter till handelsmannen i Stockholm Elias Robert och hans hustru Elisabeth Susanna Morgange. Paret fick bara ett barn, sonen Johan Elias af Acrel som inte hann fylla ett år innan han avled. Olof af Acrel slöt därmed själv sin ätt.

## Vapen beskrivning
Sköldens färg är väldigt ljus för att vara heraldisk, egentligen är den riktiga nyansen på skölden röd enligt sköldebrevet. Vapenbilden är en eskulapstav (Æsculapii Staf) i silver vilket är en symbol för läkekonst, på mitten sitter en krona (Swea Cron Prints Crona) i underförstått gjord av guld. I sköldebrevet återberättas anledningen till denna symbol. Inför Gustav III resa i Kurorten Spa, nuvarande Belgien, år 1780 överlämnades omsorgen för den mycket unge kronprinsens hälsa i Arcrels händer. Vid konungens hemkomst blev han överlycklig att finna den då ettåriga kronprinsens i mycket välmående. Han blev då belönad med ett varaktigt bevis för sin kungliga nåd. Ur hjälmen växer två grönskande törne- eller akacia kvistar i kors som sedan möts och belagda med ett litet rött kors (frimurarkors). Acrel var frimurare och direktör för frimurarbarnhuset. Lövverket (hjälmtäcket) innehåller färgerna rött och silver. Det är föreskrivet att hans vapen alltid ha med hans riddarevalspråk han antog, år 1776 som riddare av Vasaorden som lyder OMNIPOTENTIS AUXILIO (Med den allsmäktiges hjälp)

## Blasonering
| ”                                                                        | En Röd Skjöld, Hwaruti sees en rätt upstående Æsculapii Staf af Silfwer, midt öfwer omgifwen af Swea CronPrints Crona med framwänd Wase. Från den Öpna Tornere Hjelmen upwäxa en Sautoir Twänne grönskande Törne eller Acacie-Qwistar, som där de mötas, äro belagde med ett litet rödt Korsz. Krantzen är wriden af Rödt och Silfwer och Löfwärcket af samma Färg och Metall. Blifwandes detta Wapen altid åtfölgt af desz antagna Riddare Walspråk: Omnipotentis Auxilio. Aldeles som det samma med sina rätta Färgor här bredewid afmålat finnes. | „ |
| – Sköldebrevet i original, FRH. Transkription: Göran Mörner, 2017-01-26. | |   |

## Kända af Acrel
- Olof af Acrel
- Johan Gustaf Acrel, tillhör inte den adlade ätten